# Cardamine bodinieri
Cardamine bodinieri är en korsblommig växtart som först beskrevs av Augustin Abel Hector Léveillé, och fick sitt nu gällande namn av Lucien André Andrew Lauener. Cardamine bodinieri ingår i släktet bräsmor, och familjen korsblommiga växter. Inga underarter finns listade i Catalogue of Life.